# Valonia (alga)
Valonia es un género de algas verdes de la familia Valoniaceae.

## Descripción
El talo está compuesto por células comprimidas o débilmente entrelazadas, y puede alcanzar 25 cm de diámetro. Las células, que pueden tener un diámetro de 1 cm, son multinucleadas, poseen numerosos cloroplastos y tienen forma de elipsoide. Algunas especies tienen una forma simétrica. Las células basales se fijan al sustrato. Posee ramificaciones de densidad variable según la especie y el ambiente.
Es utilizada en estudios sobre intercambios iónicos y potencial de membrana.

## Galería

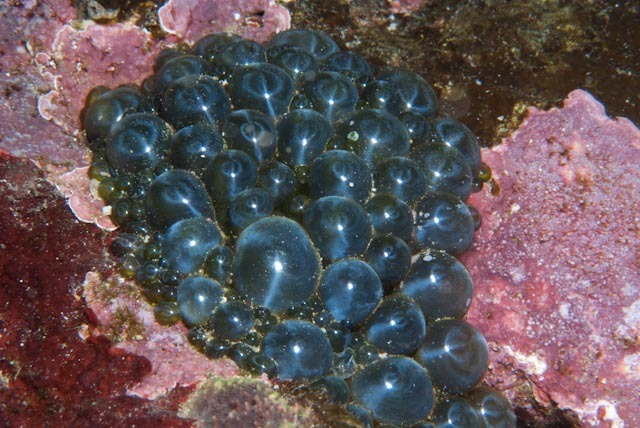
Valonia macrophysa
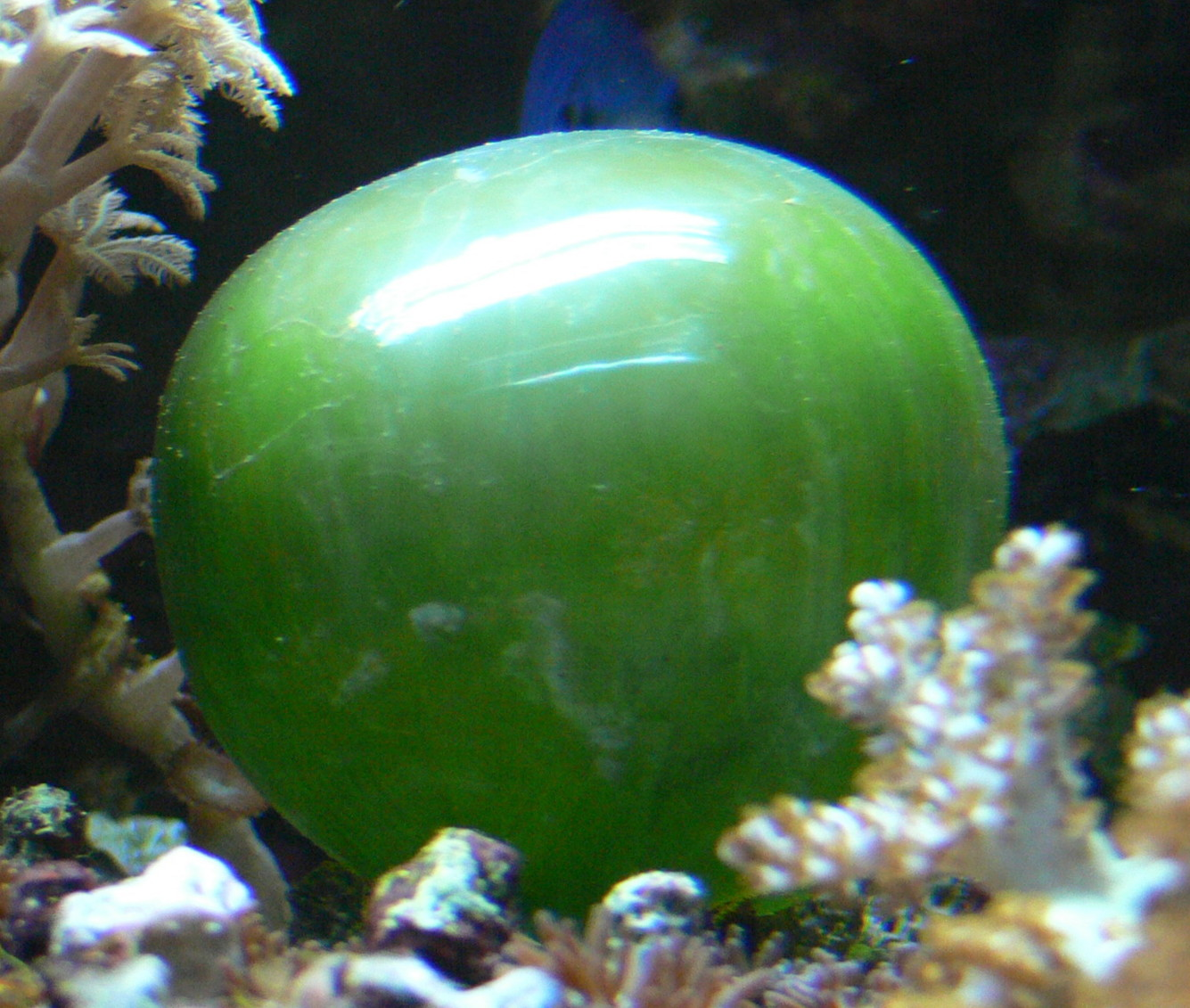
Valonia ventricosa
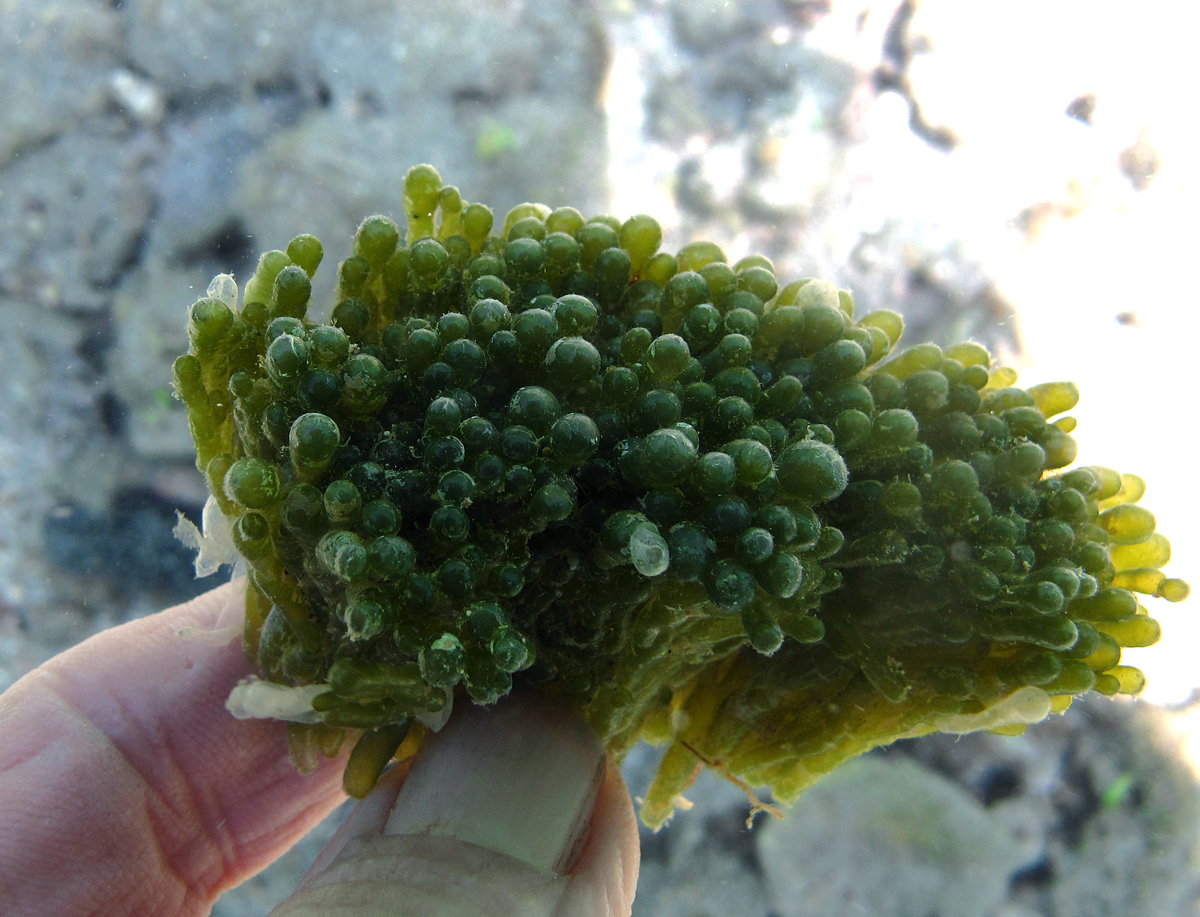
Valonia fastigiata